# Arthur Friedheim
Arthur Friedheim (ur. 26 października 1859 w Petersburgu, zm. 19 października 1932 w Nowym Jorku) – niemiecki pianista i kompozytor.

## Życiorys
Był uczniem Carla Sieckego (1865–1874), Artura Rubinsteina (1874–1878) i Ferenca Liszta (1880–1886). Od 1879 do 1880 roku pełnił funkcję dyrygenta teatru dworskiego w księstwie Schwarzburg-Rudolstadt. W latach 1891–1897 przebywał w Stanach Zjednoczonych, następnie do 1897 do 1908 roku w Wielkiej Brytanii. Od 1908 do 1910 roku działał jako dyrygent w Monachium. W latach 1910–1914 odbył tournée koncertowe po Europie i Ameryce Północnej. W 1915 roku osiadł na stałe w Nowym Jorku. Początkowo grywał jako akompaniator filmów niemych i artysta wodewilowy. W latach 1917–1932 wykładał w New York School of Music and Arts. Od 1922 do 1924 roku był także wykładowcą Canadian Academy w Toronto.
Zasłynął przede wszystkim jako interpretator utworów Ferenca Liszta. Był autorem wspomnień o Liszcie, wydanych pośmiertnie przez jego ucznia, Theodore’a Bullocka (Life and Liszt: The Recollections of a Concert Pianist, Nowy Jork 1961). Skomponował m.in. operę Die Tänzerin (wyst. Karlsruhe 1897) oraz Koncert fortepianowy B-dur.